# Spominska plošča
Spominska plošča je delo Frana Detele, ki je leta 1914 izšlo v Domu in svetu.

## Vsebina
Ivan je bil na počitnicah v domovini na Mlaki pri učitelju Janku in mu pripovedoval o slovenskem pisatelju Urbanu Škorcu, ki je poslovenil 2 pripovedki Krištofa Šmida. Janka ja spraševal, ali ne bi bilo umestno, da se na njegovo rojstno hišo vzida spominska plošča. Janku se je ideja zdela dobra, povedal je, da bo zbral njegova pisma in jih ponudil kakšnemu znanstvenemu zavodu. Odšla sta do Škrabčeve koče, kjer je živel Urbanov nečak Miha. Ivan je bil zelo zagret in je vneto razlagal Škorcu o Urbanu ter ga hvalil in poveličeval. Škorčev nečak je privolil, saj je spoštoval učitelja. Naslednji večer so se dobili v pivnici pri Lomastu, kjer je Janko Škorca spraševal po Urbanovih pismih. Škorec je Janku obljubil, da bo doma pogledal, če so kje kakšna pisma. Miha se je napil in doma ženi Lenki poročal o dogajanju, vendar je bila skeptična v zvezi s projektom. Vaščani so se pri pripravah sporekli, saj si je vsak hotel prilastiti Urbana. Ivan je bil zaradi dogajanja zaskrbljen, vendar ga je Janko pomirjal in tolažil, da bo vse v redu. Hraščani in Mlačani so zbirali denar za ploščo. Ko je hotel kamnosek vzidati ploščo, Miha in Lenka tega nista dovolila, saj jima plošča ni bila všeč, a ploščo so vseeno vzidali. Na proslavi je hotel imeti govor Lomast, s čimer se Janko ni strinjal. Lomast je naročil še eno ploščo, ki so jo vzidali pri Škorčevem sosedu Rjavkarju, kjer naj bi se rodil Urban. Janko je hotel preprečiti nesrečo in je povedal, da imajo pomembni možje (npr. France Prešeren) spomenike na različnih krajih, kjer so se pač gibali. Odločili so se, da bodo odkrili oba spomenika hkrati, pri Rjavkarju bo imel govor Lomast, pri Škorcu pa Ivan. Janko je pohvalil Škorca, da se je tako zavzel za strica. Na proslavi so se začeli prerekati, Janko je dal zbor znak za petje in zbor je zapel, vsi so utihnili in poslušali petje. Potem se je pričela veselica, Ivan in Janko pa sta bila zadovoljna.

## Vir
- Fran Detela. Spominska plošča. Dom in svet 27/1–2. 3–9, 73–83. dLib. Uporabljena izdaja: Spominska plošča. V: J. Šolar (ur.). Dr. Franc Detela. Zbrano delo, 5. Celje: Mohorjeva družba, 1967.